# Equus andium
Equus andium és una espècie extinta de mamífer perissodàctil de la família dels èquids que visqué a Sud-amèrica durant el Plistocè, fa entre 11.700 anys i 2,6 milions d'anys. Se n'han trobat restes fòssils a Bolívia, l'Equador i Xile. Tenia les potes més curtes i robustes i, en general, era més petit que cap altra espècie sud-americana del gènere Equus. De totes maneres, morfològicament no era gaire diferent del seu congènere E. insulatus. El nom específic andium significa ‘dels Andes’ en llatí.